# Mike Sanchez

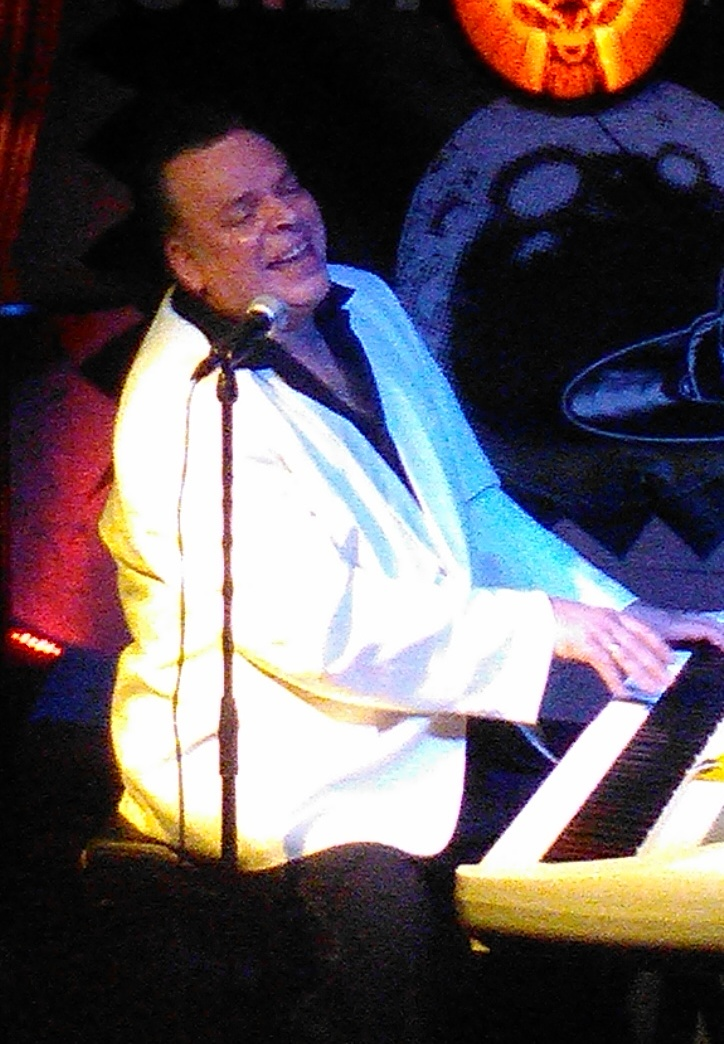
Mike Sanchez (2017)

Jesus Miguel „Mike“ Sanchez (* 17. Februar 1964 in Hackney, London, England) ist ein englischer Blues-, Boogie-Woogie-, Rockabilly- und Rhythm ’n Bluespianist, Gitarrist und Sänger.

## Leben
Nachdem er im Alter von elf Jahren mit seinen Eltern in die englischen Midlands gezogen war, begann er mit dem Klavierspiel. Seine große musikalische Vorliebe galt dem US-amerikanischen Rockabilly. Seine ersten großen Vorbilder waren Jerry Lee Lewis und Little Richard, deren musikalischen Stil er bewunderte. Bereits als Teenager gründete er ein Trio, das diese Musik spielte.
Kurze Zeit darauf stellte Robert Plant (Led Zeppelin) Sanchez dem ehemaligen Mitglied von Chicken Shack und Savoy Brown Andy Silvester vor, die daraufhin die Big Town Playboys gründeten, einer Band, die sich dem Nachkriegs-Rhythm & Blues verschrieb. Garry Brooker, der ehemalige Pianist von Procol Harum, machte ihn mit Eric Clapton und Andy Fairweather-Low bekannt, der letztere wurde in den 1990er-Jahren Gitarrist der Big Town Playboys. Die Band spielte als Vorgruppe für Eric Clapton, trat bei vielen europäischen Musikfestivals auf und begleitete amerikanische Bluesmusiker wie Lowell Fulson, Don & Dewey, Joe Hughes, Jimmy Nelson, Carey Bell und Little Willie Littlefield. Nachdem sich die Gruppe 1999 aufgelöst hatte, widmete er sich seiner Solokarriere und wurde für vier Jahre Mitglied von Bill Wyman’s Rhythm Kings, wo er mit Georgie Fame, Beverly Skeete, Albert Lee, Andy Fairweather-Low und Eddie Floyd spielte. Im Dezember 2007 sang er beim Led Zeppelin Reunionkonzert in London, einem Tribut an den verstorbenen Gründer von Atlantic Records, Ahmet Ertegün.
Sanchez produzierte und nahm auch Filmmusiken auf, so z. B. für I’ll Be There (2003). Sein Ziel ist und war es, jede Liveshow zu seiner besten zu machen, was ihm eine große Anhängerschaft in allen Altersgruppen brachte. Das Blues in Britain-Magazin wählte ihn von 2000 bis 2004 zum UK Keyboard Player of the Year.
In seiner Band spielen Oliver Darling an der Gitarre, Al Gare am Bass, Mark Morgan am Schlagzeug, Nick Lunt am Baritonsaxophon und Martin Winning am Tenorsaxophon.

## Diskographie

### Mit den Big Town Playboys
- 1985 Playboy Boogie!
- 1990 Now Appearing
- 1993 Crazy Legs (mit Jeff Beck)
- 1994 Hip Joint
- 1997 Off the Clock-Live!
- 1998 Six Pack

### Solo
- 1997 Just a Game
- 2000 Just Can’t Afford It
- 2001 Blue Boy Rockin’ Rollin’
- 2003 Women and Cadillacs
- 2008 You better Dig It
- 2010 Babes and Buicks
- 2014 So Many Routes

### Mit Bill Wyman’s Rhythm Kings
- 1997 Struttin’ Our Stuff
- 1998 Anyway the Wind Blows
- 2002 On the Road Again
- 2004 Let the Good Times Roll
- 2005 Bill Wyman’s Rhythm Kings Live
- 2005 Just for a Thrill
- 2009 Greatest and Latest: Just a Thrill and Live[5][6]